# Філіп Коперський
Філіп Коперський (пол. Filip Koperski, нар. 24 лютого 2004, Гданськ, Польща) — польський футболіст, півзахисник гданьської «Лехії».

## Ігрова кар'єра

### Клубна
Філіп Коперський є вихованцем футбольної академії гданьської «Лехії» зі свого рідного міста. Пізніше футболіст змінив ряд футбольних шкіл. Пограв три роки в Іспанії. Але врешті повернувся до Польщі і 7 жовтня 2020 року дебютував у другому складі «Лехії». Наприкінці того року Коперський отримав запрошення приєднатися до першої команди.
8 січня 2021 року Коперський підписав з клубом професійний контракт, розрахований до літа 2023 року і взяв собі номер 72. А 5 лютого 2022 року футболіст вперше вийшов на поле в основі у матчі Екстракласи.

### Збірна
З 2022 року Філіп Коперський є гравцем юнацьких збірних Польщі.